# Mark Dresser
Mark Dresser (* 26. September 1952 in Los Angeles) ist ein US-amerikanischer Kontrabassist und Komponist. Er hat die Spieltechniken des Bassinstrumentes weiterentwickelt.

## Leben und Wirken
Seinen Abschluss machte Dresser an der University of California, San Diego, wo er Kontrabass bei Bertram Turetzky, danach bei Franco Petracchi studierte. Während seiner Ausbildung spielte er mit Musikern wie David Murray und Arthur Blythe.
Mark Dresser arbeitete seit 1972 sowohl in Solo-Projekten als auch in verschiedenen Ensembles der New Yorker Jazzszene. Zehn Jahre spielte er im Quartett von Anthony Braxton (Quartet (Coventry) 1985) sowie in zahlreichen anderen Formationen, wie bei Don Cherry, Ray Anderson, Tim Berne, Anthony Davis, Gerry Hemingway (Demon Chaser 1993) oder John Zorn. Eigene Projekte waren die Formation „Force Green“ (mit Dave Douglas) und das Mark Dresser Trio, mit dem er Musik zu dem surrealistischen  Luis-Buñuel-Salvador-Dalí-Film Un chien andalou aufnahm. Außerdem spielte er 1993 ein Soundtrack-Album für den frühen expressionistischen Stummfilmklassiker, Das Kabinett des Dr. Caligari ein.
Des Weiteren arbeitete Dresser mit dem Arcado String Trio und dem aus diesem und dem Trio du Clarinettes gebildeten „Double Trio“ zusammen.
Für das Pariser Banliues Bleues Festival spielte er seine Komposition Bosnia ein, die später vom „Double Trio“ unter dem Titel Green Dolphy Street bei Enja erschien. Mit dem Arcado String Trio und der WDR Big Band nahm er 1991 seine Komposition For Not the Law auf (erschien bei JMT unter dem Titel For Three Strings and Orchestra). 1992 komponierte und spielte Mark Dresser den Titel Armadillo, aufgenommen mit dem Arcado String Trio und der WDR Big Band Köln. 1995 folgte die Komposition The Banquet, ein Doppelkonzert für verschiedene Flöten und Kontrabass mit Streichquartett und den Schweizer Flötisten Matthias Ziegler, der das Werk beauftragte. Das Album Invocation von 1995 (erschienen auf dem Knitting Factory Works Label) enthält ein längeres Bass-Solo von Dresser.
In späteren Jahren spielte er mit Eric Watson, Ed Thigpen und Bennie Wallace im Full Metal Quartet; außerdem arbeitete er bei verschiedenen Projekten mit Musikern wie Andrew Cyrille/Marty Ehrlich, Gerry Hemingway, Susie Ibarra, Ray Anderson, Herb Robertson NY Downtown Allstars: (Elaboration, 2005, und Real Aberration, 2007), Roswell Rudd, Mat Maneri, Amir ElSaffar, Achim Kaufmann/Harris Eisenstadt, Jane Ira Bloom, Vinny Golia und Sara Schoenbeck (Sara Schoenbeck, 2021).

## Bedeutung
Dresser hat Spieltechniken wie das Doppel-Glissando, das hammering mit der linken Hand, das den Saitenabschnitt oberhalb der abgegriffenen Stelle mitklingen lässt,
und das Streichen sul ponticello, d. h. in einer obertonreichen Bogenposition nahe am Steg, „erheblich verfeinert und aus kompositorischer Sicht kalkulierbar gemacht.“ So entstand in Kombination mit entsprechend sensibler elektrischer Verstärkung Martin Kunzler zufolge „ein multiphones Konzept auf der Basis der Isolation bzw. Konturierung und Kombination von Obertönen.“ Dabei versucht er „die traditionelle Rolle des Kontrabasses, Timekeeping und harmonische Fundierung mit möglichst großem Ton“ mit dem Spiel der Avantgarde zu kombinieren – „mit Markierungen, die mitunter an modern übersetzten Mingus erinnern, oder Walking-Abschnitten mit drivendem Schwerpunkt knapp vor der Time und abenteuerlichen Drop.“

## Auswahldiskographie
- 1993 – The Cabinet of Dr. Caligari (Knitting Factory)
- 1994 – Force Green (Knitting Factory, enthält die Komposition Bosnis)
- 1995 – Invocation (Knitting Factory)
- 1997 – Banquet (Tzadik)
- 1997 – Eye'll Be Seeing You (Knitting Factory)
- 1999 – mit Frances-Marie Uitti Sonomondo (Cryptogramophone)
- 2000 – Marinade (Tzadik)
- 2000 –  Andrew Cyrille / Mark Dresser / Marty Ehrlich: C/D/E
- 2001 – Reunion: Live at the Guelph Jazz Festival (Intrepid Ear) mit Gerry Hemingway
- 2001 – Duologues (Intrepid Ear)
- 2001 – Aquifer (Cryptogramophone) mit Matthias Ziegler
- 2003 – Susie Ibarra & Mark Dresser – Tone Time (Wobbly Rail)
- 2003 – Mark Dresser & Ray Anderson – Nine Songs Together (CIMP)
- 2005 – Mark Dresser / Denman Maroney – Time Changes (Cryptogramophone)
- 2005 – Unveil (Clean Feed Records)
- 2005 – Roswell Rudd & Mark Dresser – Airwalker (Clean Feed)
- 2006 – Roswell Rudd / Mark Dresser – Airwalkers (Clean Feed)
- 2006 – Russ Lossing / Mat Maneri / Mark Dresser – Metal Rat (Clean Feed)
- 2008 – Mark Dresser / Ed Harkins / Steven Schick – House of Mirrors (Clean Feed)
- 2009 – Mark Dresser & Denman Maroney – Live in Concert (Kadima Collective)
- 2010 – Achim Kaufmann / Marc Dresser / Harris Eisenstadt – Starmelodics (Nuscope Recordings)
- 2010 – Vinny Golia, Mark Dresser – Live at Lotus (Kadima Collective)
- 2011 – Bobby Bradford / Mark Dresser / Glenn Ferris – Live in LA (Clean Feed)
- 2011 – Jen Shyu / Mark Dresser  – Synastry (Pi Recordings)
- 2012 – Michael Dessen / Rudresh Mahanthappa / Denman Maroney / Mark Dresser / Tom Rainey – Nourishments (Clean Feed)
- 2015 – Butch Lacy, Jesper Løvdal, Kresten Osgood & Mark Dresser: Being Playing (ILK)
- 2016 – Bobby Bradford/Hafez Modirzadeh/Mark Dresser/Alex Cline: Live at the Open Gate (NoBusiness Records)
- 2017 – Sedimental You (Clean Feed)
- 2017 – Modicana (NoBusiness)
- 2018 – Jones Jones: A Jones in Time Saves Nine (NoBusiness)
- 2019 – Mark Dresser Seven – Ain’t Nothing But a Cyber Coup & You (Clean Feed)
- 2022 – Jones Jones: Just Justice
- 2023 – Tines of Change (Pyroclastic Records)
- 2025 − Anthony Braxton: Quartet (England) 1985